# Jehan Lagadeuc
Jean Lagadeuc o Yann Lagadeg (nascut al mas de Mezédern, Plougonven) fou un religiós, lexicògraf i intel·lectual bretó del segle xv. Exercí com a prevere a la diòcesi de Tréguier. Compongué Le catholicon breton, primer diccionari bretó-francès-llatí, amb més de 5.000 mots, redactat el 1464 i imprès el 1499 a Tréguier per Jean Calvez. Aquesta obra és considerada alhora el primer diccionari bretó, el primer diccionari francès i el primer diccionari trilingüe.